# Algorytm Tarjana znajdowania najniższego wspólnego przodka
Algorytm offline Tarjana znajdowania najniższego wspólnego przodka – algorytm obliczający najniższego wspólnego przodka dla pary węzłów w drzewie, bazujący na strukturze zbiorów rozłącznych. 
Najniższym wspólnym przodkiem dwóch wierzchołków d oraz e w ukorzenionym drzewie T jest taki rodzic wierzchołków d oraz e, którego poziom w drzewie T jest największy. Algorytm nosi nazwę Roberta Tarjana, który wymyślił tę technikę w 1979 roku. Algorytm Tarjana zaliczany jest do klasy algorytmów offline, co oznacza, że w przeciwieństwie do innych algorytmów wyznaczania przodka, wymaga podania przed rozpoczęciem działania wszystkich par wierzchołków dla których będzie obliczany najniższy wspólny przodek. 
Najprostsza wersja algorytmu używająca struktury "find union", w przeciwieństwie do innych algorytmów wyszukiwania wspólnego przodka może nie działać w stałym czasie dla każdej operacji, gdy liczba par wierzchołków jest bliska liczbie wierzchołków w drzewie. Ostatnie poprawki przyspieszają czas działania algorytmu do liniowego.

## Pseudokod
Poniższy pseudokod wyznacza najniższego wspólnego przodka każdej pary należącej do P. Korzeń drzewa podany jest w zmiennej r, natomiast następniki wierzchołka n znajdują się w zbiorze n.children. Dla poniższego algorytmu offline zbiór P musi być zadany przed rozpoczęciem działania algorytmu. W procedurze używane są procedury MakeSet, Find oraz Union ze zbiorów rozłącznych. MakeSet(u) tworzy singelton z u, Find(u) zwraca reprezentanta zbioru do którego należy u, Union(u,v) łączy zbiory zawierające wierzchołki u oraz v.
TarjanOLCA(r) jest na początku wywoływany z parametrem równych korzeniowi r.
```
 
funkcja
 TarjanOLCA(u)
     MakeSet(u)
     u.ancestor := u
     
dla każdego
 v 
należącego do
 u.children 
wykonaj

         TarjanOLCA(v)
         Union(u,v)
         Find(u).ancestor := u
     u.color := black;
     
dla każdego
 v 
takiego, że
 {u,v} 
należy do
 P 
wykonaj

         
if
 v.colour == black
             
zwróć wynik
: Find(v).ancestor
```

Po inicjalizacji każdy wierzchołek jest w kolorze białym i jest kolorowany na czarno w momencie gdy wszystkie jego dzieci zostaną odwiedzone. Najniższy wspólny przodek pary {u,v} może zostać wyznaczony wywołaniem funkcji Find(v).ancestor natychmiast (i tylko wtedy) gdy wierzchołek u jest kolorowany na czarno, a v już został pokolorowany na czarno. W przeciwnym wypadku, będzie dostępny później jako Find(u).ancestor, w momencie pokolorowania v na czarno.
Poniżej znajduje się zoptymalizowana wersja funkcji MakeSet, Find, and Union działających na zbiorach rozłącznych.
```
 
funkcja
 MakeSet(x)
     x.parent := x
     x.rank   := 0
 
 
funkcja
 Union(x, y)
     xRoot := Find(x)
     yRoot := Find(y)
     
if
 xRoot.rank > yRoot.rank
         yRoot.parent := xRoot
     
else if
 xRoot.rank < yRoot.rank
         xRoot.parent := yRoot
     
else if
 xRoot != yRoot
         yRoot.parent := xRoot
         xRoot.rank := xRoot.rank + 1
  
 
funkcja
 Find(x)
     
if
 x.parent == x
        
return
 x
     
else

        x.parent := Find(x.parent)
        
return
 x.parent
```